# Туризам у Србији
Србија је држава која се налази у југоисточној Европи (на Балканском полуострву) и у средњој Европи (Панонској низији). У саставу Републике Србије се налазе и две аутономне покрајине — Војводина и Косово и Метохија. Република Србија је демократска држава свих грађана који живе на њеној територији.

## Развој
Захваљујући бројним позитивним развојним трендовима туристичка делатност се сврстала међу најдинамичније и најпропулзивније привредне гране, са вишеструким мултипликативним ефектима (у периоду 1990—2000. године међународни туристички промет повећан је за преко 50%, док су укупни приходи увећани за скоро 80%) То туризму даје снажну генераторску функцију у широком спектру делатности, који се све више укључује у приоритете привредног развоја бројних рецептивних земаља и њихових појединих делова.
Стратегијом развоја туризма у Србији утврђен је селективни приступ, при чему се сеоски туризам третира као приоритетан у оквиру оних видова туризма који су везани за посебна интересовања (нарочито се потенцира развој еко-туристичких села на брдско-планинским подручјима, која нуде здраву средину, еколошку храну, угодан амбијент, активан одмор у природи, етнографске и друге културно-историјске вредности).
У досадашњем развоју брдско-планинских села доминантну, а често и једину функцију привређивања имала је пољопривреда (углавном сточарство и ратарство). Бројне друге делатности и активности домицилног становништва, засноване на разноврсним и вредним природним и антропогеним локалним ресурсима, углавном су остајале на маргинама развојних догађања. Међу њима је и туристичка делатност који је важан фактор просперитетнијег развоја ових села у Србији.

## Урбани туризам у Србији
Највећи и главни град Србије је Београд са преко милион и по становника. Он је уједно и туристички центар Србије у ком се налази велики број културно-историјских споменика. Поред Београда битне урбане туристичке дестинације Србије су градови Нови Сад, Крагујевац, Суботица, Ниш.

### Београд
Главна туристичка атракција у Србији је свакако њен главни град Београд. Као главни и највећи град Србије, Београд обилује културно-историјским споменицима. Ноћни живот у Београду је чувен на просторима бивше Југославије.

### Нови Сад
Нови Сад је културни центар Војводине.
Од Турске окупације Србије, Нови Сад као слободни краљевски град у Аустроугарској је био центар српске културе у осамнаестом и деветнаестом веку; због чега је 1864. године седиште Матице српске пресељена из Пеште у Нови Сад. Град је био познат као Српска Атина.

### Суботица и Палић
Град Суботица, као и језеро Палић недалеко од ње, има врло лепа одмаралишта за туристе који желе да побегну од свакодневног ужурбаног живота и да се опусте у сеоском амбијенту.
Палићко језеро се налази у непосредној близини Суботице на надморској висини од 101 метар. Заузима површину од 4,2 квадратна километра, а максимална дубина му је 3,5 метра. У непосредној близину су извори минералне воде, а муљ са дна језера се користи за лечење реуматизма. Добро је повезано са Суботицом аутобуским линијама.

### Бачка Паланка
Бачка Паланка туристима може понудити пре свега летовање на некој од плажа јер поред Дунава и градске плаже има и два уређена језера са неколико плажа. Језеро Тиквара је као и Дунав удаљена од центра града свега око 500 m. Главна плажа на Тиквари је у ствари острво између језера и реке а спојена је са копном само са два мостића. Друго језеро налази се неколико километара низводно и такође је повезано са Дунавом.

## Планински туризам у Србији
- Копаоник
- Рудник
- Тара
- Златибор
- Црни врх
- Гоч - Добре Воде
- Стара планина
- Власина
- Сувоборски Рајац
- Дивчибаре
- Брезовица

## Сеоски туризам у Србији
Србија има изванредне услове за развој сеоског туризма. Од сеоског туризма Србија може годишње да оствари и неколико милијарди евра. Светска Туристичка Организација, препоручује Србији да развија сеоски туризам. Међутим, и поред тога, још увек нема материјалних услова за долазак великог броја странаца на одмор у српским селима. Позната туристичка села у Србији су: Стубал, Сићево, Сирогојно, Гостиље, Мокра Гора, Коштунићи. Захваљујући богатој руралној традицији, један од најбитнијих потенцијала српског сеоског туризма је и развој етно села. Најпознатија етно-села у Србији су Старо село у Сирогојну, Дрвенград у Мокрој Гори и Коштунићи.

## Бањски и климатски туризам
Србија је богата бањским и климатским центрима који превасходно служе за превенцију разних болести, рекреацију, бављење спортским активностима, пешачење и одмор у природи. У самим бањама и у околини могу се наћи разни верски објекти (цркве, манастири, тврђаве) и културно-уметнички и историјски објекти од државног и светског значаја. У Србији постоји преко 40 бањских и климатских центара, неки од којих су: Буковичка Бања, Луковска Бања, Врњачка бања, Богутовачка Бања, Соко Бања, Брестовачка Бања, Нишка Бања, Бања Бадања, Овчар Бања, Палић, Пролом Бања, Бујановачка Бања, Врдник, Бања Кањижа, Ивањица, Врањска Бања, Бања Врујци, Звоначка Бања, Гамзиградска Бања, Бања Ковиљача, Горња Трепча, Прибојска Бања, Сијаринска Бања, Куршумлијска Бања.

## Статистика
| Година | Укупан број долазака | Домаћи    | Инострани |
| ------ | -------------------- | --------- | --------- |
| 2003   | 1,997,947            | 1,658,664 | 339,283   |
| 2004   | 1,971,683            | 1,579,857 | 391,826   |
| 2005   | 1,988,469            | 1,535,790 | 452,679   |
| 2006   | 2,006,488            | 1,537,646 | 468,842   |
| 2007   | 2,306,558            | 1,610,513 | 696,045   |
| 2008   | 2,266,166            | 1,619,672 | 646,494   |
| 2009   | 2,021,166            | 1,375,865 | 645,301   |
| 2010   | 2,000,597            | 1,317,916 | 682,681   |
| 2011   | 2,068,610            | 1,304,443 | 764,167   |
| 2012   | 2,079,643            | 1,269,676 | 809,967   |
| 2013   | 2,192,435            | 1,270,667 | 921,768   |
| 2014   | 2,194,268            | 1,165,536 | 1,028,732 |
| 2015   | 2,437,165            | 1,304,944 | 1,132,221 |
| 2016   | 2,753,591            | 1,472,165 | 1,281,426 |

| Рб. | Земља               | Доласци |
| --- | ------------------- | ------- |
| 1   | Босна и Херцеговина | 100,579 |
| 2   | Бугарска            | 88,089  |
| 3   | Турска              | 83,676  |
| 4   | Црна Гора           | 77,396  |
| 5   | Хрватска            | 75,732  |
| 6   | Словенија           | 74,096  |
| 7   | Њемачка             | 63,935  |
| 8   | Грчка               | 61,749  |
| 9   | Северна Македонија  | 55,263  |
| 10  | Румунија            | 53,053  |
|     | Остале земље        | 547,858 |